# Asienspiele 2022/Volleyball
Bei den Asienspielen 2022 wurden vom 19. September bis 7. Oktober 2023 insgesamt zwei Turniere im Volleyball ausgetragen, davon je eines bei den Männern und bei den Frauen. An insgesamt vier Austragungsorten in der gesamten Provinz Zhejiang wurden die Spiele durchgeführt.

## Bilanz

### Medaillenspiegel
| Platz  | Land     | Gold | Silber | Bronze | Gesamt |
| ------ | -------- | ---- | ------ | ------ | ------ |
| 1      | China    | 1    | 1      | —      | 2      |
| 2      | Iran     | 1    | —      | —      | 1      |
| 3      | Japan    | —    | 1      | 1      | 2      |
| 4      | Thailand | —    | —      | 1      | 1      |
| Gesamt | Gesamt   | 2    | 2      | 2      | 6      |

### Medaillengewinner
| Disziplin | Gold | Silber | Bronze |
| --------- | --- | --- | --- |
| Männer    | IranMahdi Jelveh Saber Kazemi Amin Esmaeilnezhad Amirhossein Esfandiar Javad Karimisouchelmaei Meisam Salehi Poriya Hossein Khanzadeh hahrooz Homayonfarmanesh Mohammad Valizadeh Mohammad Mousavi Mohammad Reza Hazratpour Mohammad Taher Vadi | ChinaWang Dongchen Peng Shikun Qu Zongshuai Zhang Guanhua Jiang Chuan Zhang Jingyin Wang Bin Dai Qingyao Wang Hebin Yu Yuantai Yu Yaochen Li Yongzhen                         | JapanMasahiro Yanagida Hiroto Nishiyama Kazuyuki Takahashi Takahiro Namba Akito Yamazaki Akihiro Fukatsu Keihan Takahashi Kento Asano Yudai Arai Hirohito Kashimura Kenta Takanashi                                            |
| Frauen    | ChinaYuan Xinyue Diao Linyu Gao Yi Gong Xiangyu Wang Yuanyuan Wang Yunlu Zhong Hui Li Yingying Zheng Yixin Ding Xia Wang Mengjie Wu Mengjie | JapanShion Hirayama Koyomi Iwasaki Yuka Meguro Miyu Nakagawa Tsukasa Nakagawa Yuki Nishikawa Erina Ogawa Miwako Osanai Yuka Satō Haruyo Shimamura Mizuki Tanaka Minami Uesaka | ThailandWipawee Srithong Piyanut Pannoy Pornpun Guedpard Thatdao Nuekjang Hattaya Bamrungsuk Pimpichaya Kokram Sasipaporn Janthawisut Ajcharaporn Kongyot Chatchu-on Moksri Thanacha Sooksod Sirima Manakij Jarasporn Bundasak |